# 庞迪阿苏卡尔
庞迪阿苏卡尔（葡萄牙語：Pão de Açúcar）是巴西阿拉戈斯州的一个市镇。总面积658.96平方公里，总人口23857人，人口密度36.2人/平方公里。